# Sperber (Schiff, 1938)
Die Sperber (SP 11) war das erste von drei speziell für die deutsche Luftwaffe gebauten Schleuderschiffen. Ihr folgten einige Jahre später die bei der F. Schichau-Werft in Pillau gebauten größeren Einheiten Bussard (SP 21) und Falke (SP 22), die 1942 bzw. 1943 in Dienst gestellt wurden.

## Bau und Technische Daten
Die Sperber lief 1938 bei H. C. Stülcken Sohn in Hamburg mit der Baunummer 726 vom Stapel und wurde am 26. November 1938 in Dienst gestellt. Sie war 70,25 m lang und 14,55 m breit, hatte 1,80 m Tiefgang und verdrängte 1.086 Tonnen. Zwei 8-Zylinder 4-Takt Dieselmaschinen der Firma MWM gaben ihr 640 PS und eine Höchstgeschwindigkeit von 8 Knoten. Das Schiff hatte ein langes, flaches Oberdeck mit einem 18-Tonnen Heinkel Katapult für Do 18, Do 24 und BV 138 Flugboote und einem 18-Tonnen Kran der Firma Kampnagel und war mit zwei 20-mm Fla-Geschützen bewaffnet. Zusätzliche Fla-Geschütze wurden 1944 eingebaut. Die Besatzung bestand aus 2 Offizieren und 18 Mann seemännischem Personal sowie 14 Mann fliegerischem Personal.

## Geschichte
Die Sperber war zunächst beim Seefliegerhorst Großenbrode stationiert und wurde bei Beginn des Zweiten Weltkriegs zum Seefliegerhorst Hörnum auf Sylt verlegt. Im Laufe des Krieges diente sie als Katapultschiff und Tender für Fernaufklärer der Luftwaffe. Ab Februar 1945 war sie bis zum Kriegsende bei der Fernaufklärergruppe 22 in Kopenhagen, wo sie britische Kriegsbeute wurde. Nach dem Krieg diente sie bis 1949 als Schwimmkran in Wilhelmshaven.